# Дон Вилсон
Доналд Глен Вилсон (енгл. Donald Glen Wilson; 10. септембар 1954, Олтон), под надимком  „Змај” ("The Dragon"), амерички је глумац, мајстор борилачких вештина, борбени кореограф и каскадер.